# ماد گری
ماد گری (به انگلیسی: Garry's Mod) (که GMod نیر نام دارد) یک بازی سندباکس است که توسط استودیو فیس‌پانچ ساخته و توسط ولو منتشر شده‌است. حالت پایه بازی ماد گری هیچ هدف مشخصی ندارد و یک جهان برای دستکاری اشیا در اختیار بازیکن قرار می‌دهد. حالت‌های دیگر بازی، به ویژه حالت Trouble in Terrorist Town، توسط توسعه دهندگان دیگر به عنوان یک ماد ایجاد می‌شوند و به‌طور جداگانه، با استفاده از استیم ورک‌شاپ نصب می‌شوند. ماد گری توسط گری نیومن (Garry Newman) به عنوان یک ماد در موتور بازی سورس دسامبر ۲۰۰۴ منتشر شد و نسخه مستقل آن توسط ولو در نوامبر ۲۰۰۶ انتشار یافت. پورت‌های نسخه اصلی مایکروسافت ویندوز برای مک‌اواس و لینوکس به ترتیب در سپتامبر ۲۰۱۰ و ژوئن ۲۰۱۳ دنبال شدند. از دسامبر سال ۲۰۲۰، ماد گری بیش از ۱۸ میلیون نسخه فروخته‌است.

## گیم پلی

شخصیت بازیکن (سمت راست) با استفاده از تفنگ فیزیکی، دو شخصیت از تیم فورترس ۲ را روی یک کاناپه قرار می‌دهد

ماد گری یک بازی سندباکس مبتنی بر فیزیک است که در حالت پایه هیچ هدف مشخصی ندارد. بازیکن می‌تواند شخصیت غیرقابل‌بازی، عروسک‌های ragdoll و لوازم جانبی را پخش کند و از طریق مختلف با آنها تعامل کند. با استفاده از «تفنگ فیزیکی» می‌توان عروسک‌ها و لوازم جانبی را برداشت، چرخاند و در جای خود منجمد کرد. اندام‌های عروسک ragdoll را نیز می‌توان دستکاری کرد. «اسلحه ابزار» یک آیتم چند منظوره برای کارهایی مانند جوشکاری و محدود کردن وسایل با هم و تغییر حالت چهره عروسک‌های ragdoll است.

## بازتاب‌ها
گیم‌اسپای در سال ۲۰۰۵ ماد گری را به عنوان «ماد سال رایانه شخصی» برگزید. Craig Pearson از گیمز ریدار آن را یکی از بهترین حالت‌ها برای گیم پلی مبتنی بر همکاری در سال ۲۰۰۷ می‌داند.

## دنباله
گری نیومن در سپتامبر ۲۰۱۵ اظهار داشت که دنباله ماد گری در اوایل توسعه قرار دارد، نیومن به دنبال گنجاندن محتوای واقعیت مجازی است و نام بازی هر چیزی به جز «ماد گری ۲» خواهد بود. او بعداً Sandbox (به اسم S & box) را معرفی کرد، یک بازی سندباکس با استفاده از موتور آنریل انجین ۴، در سپتامبر ۲۰۱۷ او بازی را دنباله معنوی ماد گری عنوان کرد. تا دسامبر ۲۰۱۹، توسعه بازی متوقف شده بود. نیومن توسعه خود را در مارس ۲۰۲۰ از سر گرفت و بعداً بازی را به موتور سورس ۲ منتقل کرد.